# Бєляни (Краків)

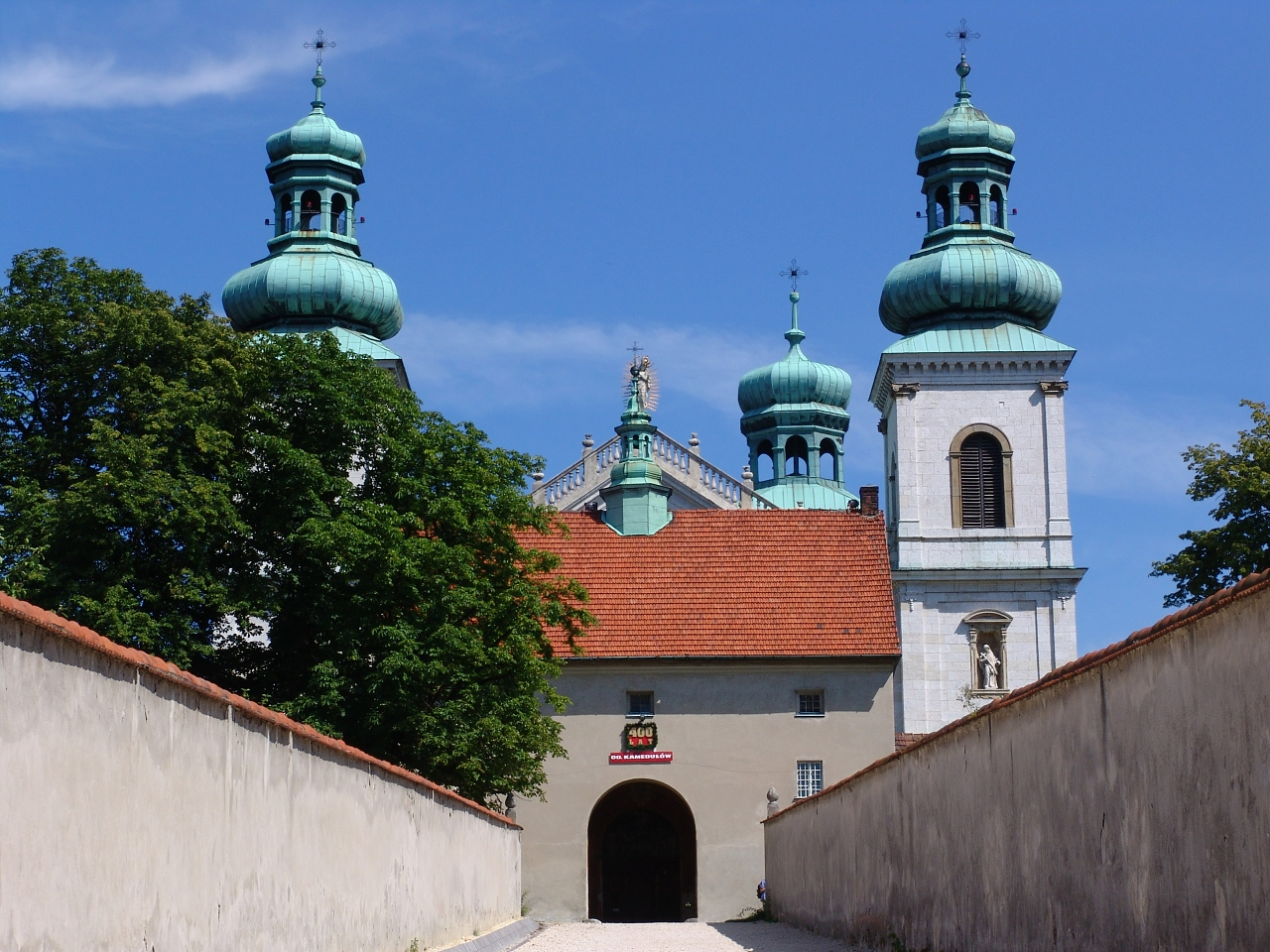
Камедульський монастир у Білянах

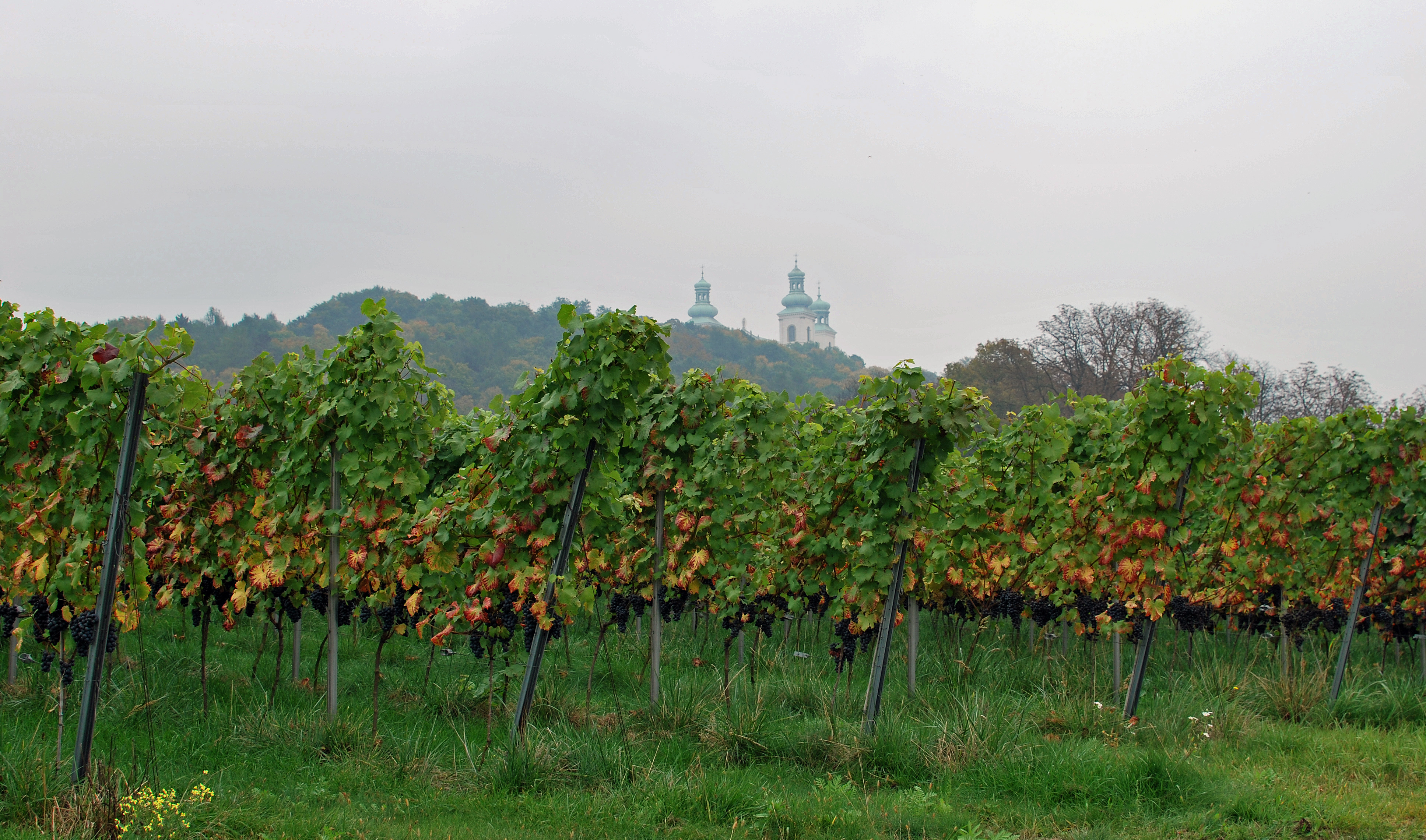
Виноградник на Срібній горі.

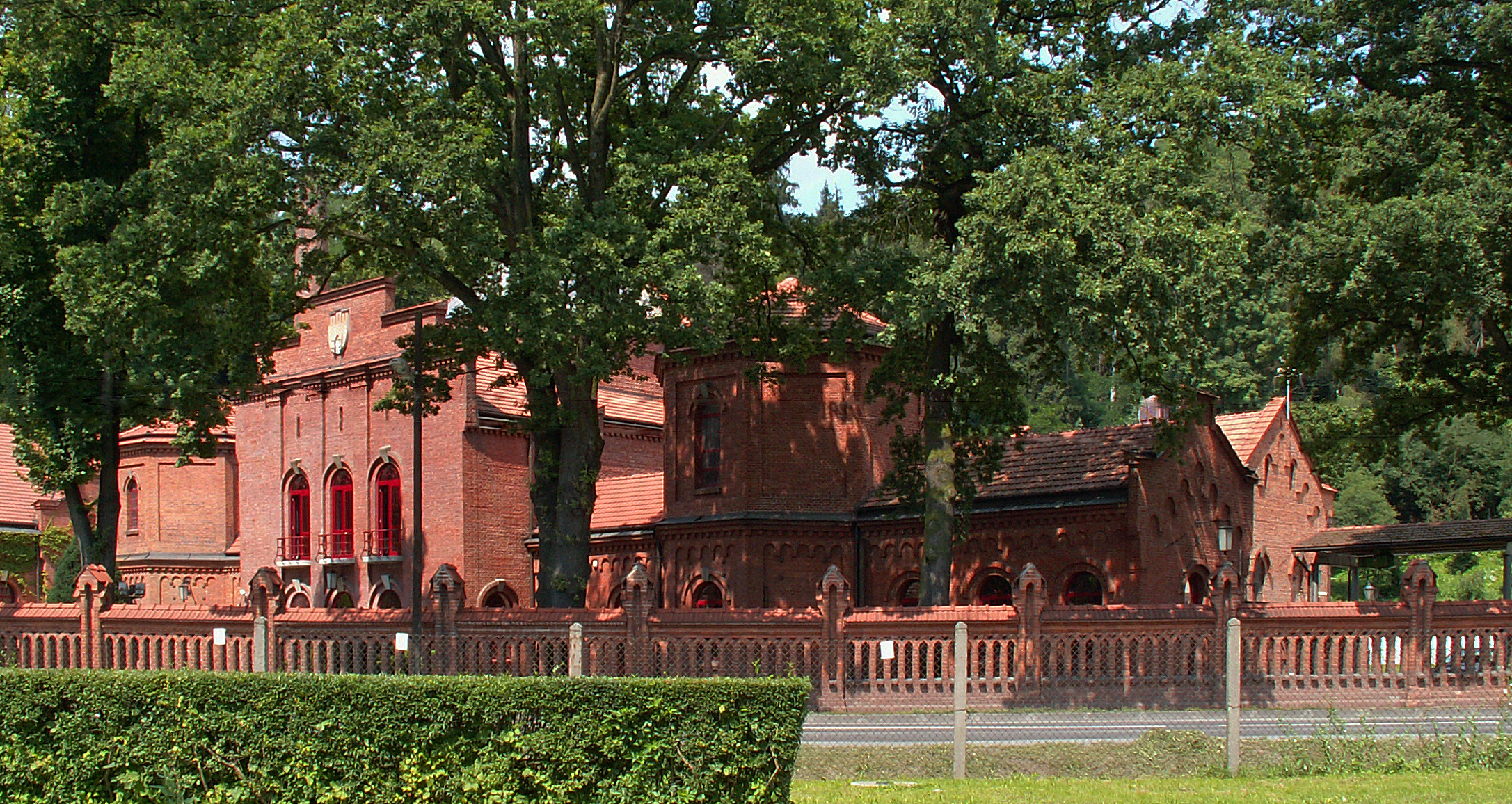
Міський водогін
Водоочисна станція "Біляни "(1899 р. за проектом Романа Каєтана Інгардена)
Краків, вул. Князя Юзефа, 299.

Бєляни — район Кракова, що входить до дільниці VII Звежинець . Колишнє село на лівому березі Вісли, на південно-західній окраїні Ліса Вольського . Приєднаний до Кракова в 1941 році як 32-й кадастровий округ. З півночі межує з Волею Юстовською, зі сходу з Пшегожалами, а із заходу з Криспінівом, що лежить за Краковом. Південний кордон — Вісла.

## Історія
- 40-10 тисяч рр. до н. е. — поселення ориньякського періоду верхнього палеоліту.
- 12 ст. — згадки про село Біляни, яке належало Петру Властовичу та його зятю Яксі Грифіті .
- 1595 — село у Прошовицькому повіті Краківського воєводства було власністю каштеляна Малогощського Себастьяна Любомирського[1] .
- 1603–42 рр. — будівництво камедульського монастиря на Срібній Горі за проектом Андреа Спецца та Джованні Секкаторі. Засновником був великий маршалок коронний Микола Вольський .
- 1605—1609 рр. — створення скитів у монастирських садах.
- 1655 р. — знищення монастиря під час шведської навали .
- 1812 р. — відбудова монастиря
- 1901 рік — будівництво Краківського водогону, який відкрився 14 лютого 1901 року. Насоси перекачували воду під тиском 6,3 атмосфери в резервуар, споруджений під курганом Тадеуша Костюшка . З водосховища, розташованого на 49 м вище Ринкової площі та на 28 м вище Вавельського замку, вода надходила до міста по трубі діаметром 70 см, яка розгалужувалася у водопровідну мережу довжиною 66 кілометрів. Законом про водопостачання було передбачено, що кількість води для побутових потреб у кількості 50 літрів на душу населення на добу звільняється від плати. Закон також вимагав, щоб будинки були підключені до міського водопроводу не пізніше трьох років після запуску водопроводу на даній вулиці. Спочатку в Кракові, який налічував 80 000 мешканців, на кожного мешканця припадав один літр водопровідної води на день. У зв'язку з відкриттям водопроводу бургомістр Кракова Юзеф Фрідлейн надіслав телеграму камергеру цісарського двору у Відні : «Від імені вірного воєводства королівської столиці міста Кракова дозволяю собі подати найпокірніше прохання про милостиве сповіщення Його Цісарської і Королівської Апостольської Величності, що тутешній водогін імені Франциска Юзефи сьогодні був урочисто освячений і зданий у загальне використання».[2]

## Пам'ятки
- Камедульський монастир — ранньобароковий монастир отців камедулів та костел Успіння Пресвятої Богородиці
- Срібногірська батарея Краківської фортеці
- Муніципальне водопровідно-каналізаційне підприємство — Білянська водоочисна станція.

## Об'єкти та установи
- Костел Матері Божої Неустанної Помочі
- Початкова школа № 48 імені Сірих рядів
- Дослідна станція вівчарства та козівництва аграрного університету
- Заповідник Бєлянські скалки

## Спорт
- UKS Bakcyl Bielany. uksbakcyl.republika.pl.

## Виноски
1. ↑  Województwo krakowskie w drugiej połowie XVI wieku ; Cz. 2, Komentarz, indeksy, Warszawa 2008, s. 108.
2. ↑  Marek Żukow-Karczewski, Wokół «leówki», «smoka» i wodociągów, «Echo Krakowa» magazyn «Czas przeszły i przyszły», 31 III — 1,2 IV 1989 r., nr 64 (12873).